# Гребля Аррав
Гребля Аррав (Arraw) – гідротехнічна споруда на північному сході Австралії, зведена на річці Норман-Крік (впадає до східної частини затоки Карпентарія).
Греблю спорудили в 2017 – 2018 роках з метою водозабезпечення гігантського бокситового рудника Амрун. В межах проекту долину річки перекрили насипною спорудою висотою 18 метрів та довжиною 2,1 кілометра, крім того, облаштували водозлив-рибохід завдовжки 1,3 кілометра. Загальний обсяг земляних робіт за проектом склав 583 тис м3.
Гребля утворила водосховище з площею об’ємом 10,9 млн м3 (втім, ліцензійний обсяг дозволяє довести ємність до 29 млн м3).